# Heinrich Rätzsch
Karl Heinrich August Rätzsch (* 31. August 1815 in Dresden; † 8. Februar 1865 ebenda) war ein deutscher Stenograf und Autor.

## Leben
Heinrich Rätzsch studierte Jura in Leipzig und begann dann seine Tätigkeit in Dresden bei einem Rechtsanwalt. 1846 erlernte er die Gabelsberger’sche Stenographie bei Franz Jacob Wigard und widmete sich seit 1848 ausschließlich der stenographischen Arbeit. 1850 wurde er Mitglied des Stenographischen Instituts in Dresden. Seit 1854 war er an der Revision des Gabelsberger’schen Stenographiesystems beteiligt. 1857 erhielt er den Titel „Professor der Stenographie“. Amtsnachfolger wurde Heinrich Krieg.
Der Sohn Johann Richard setzte seine Arbeit fort.

## Schriften
- Stenographische Vorlegeblätter. 1858
- Lehrbuch der deutschen Stenographie. 1860, 12. Aufl. 1886 (Digitalisat)
- Kurzer Lehrgang der Stenographie. 1864